# بایچارا
بایچارا (به لاتین: Baichhara) یک منطقهٔ مسکونی در بنگلادش است که در ناحیه چاندپور واقع شده‌است.